# 지역사회획득 폐렴
지역사회획득 폐렴(community-acquired pneumonia, CAP) 또는 시중폐렴(市中肺炎)은 병원 바깥에서 일상생활 중에 발생한 폐렴을 뜻한다. 반대로 병원감염성 폐렴(HAP)은 최근 병원에 방문했거나 요양원에서 장기간 생활 중인 환자에서 발병한 폐렴이다. 지역사회획득 폐렴은 흔한 질환이며 모든 연령에서 발생한다. 폐에서 산소를 흡수하는 부위인 폐포에 액체가 차오르면서 폐 기능이 저하되고, 따라서 호흡곤란, 발열, 흉통, 기침 등의 증상이 발생한다.
지역사회획득 폐렴은 가장 흔한 종류의 폐렴이다. 세균, 바이러스, 진균, 기생충이 모두 원인이 될 수 있다. 증상 평가, 신체검사, X선, 객담 검사 등을 통해 진단한다. 간혹 입원까지 필요한 경우가 있으며 이때는 항생제, 해열제, 진해제(기침약)으로 주로 치료한다. 일부 지역사회획득 폐렴은 백신 접종으로 예방할 수 있으며 예방을 위해서 금연도 필요하다.

## 증상 및 징후

### 흔한 증상
- 녹색, 황색의 가래가 나오는 기침
- 발한, 오한, 떨림을 동반하는 고열
- 날카롭고 찌르는 듯한 흉통

폐렴의 증상

- 빠르고 얕은 호흡. 종종 통증을 동반한다.

### 덜 흔한 증상
- 기침에 피가 섞여 나오는 객혈
- 편두통과 같은 두통
- 식욕부진
- 과도한 피로감
- 청색증
- 구역질
- 구토
- 설사
- 관절통
- 근육통
- 빈맥
- 어지러움

### 노인에서의 증상
- 정신 상태의 혼란이 새로 나타나거나 악화됨
- 저체온증
- 혐조가 잘 되지 않아 넘어질 수 있음

### 유아에서의 증상
- 비정상적인 졸음
- 황달
- 잘 먹지 못함[5]

### 합병증
지역사회획득 폐렴의 주된 합병증은 다음과 같다.
- 패혈증 - 패혈증은 감염에 의해 나타나는 합병증으로 목숨을 위협할 수 있다. 가장 흔한 원인은 세균성 폐렴, 그중에서도 폐렴구균(Streptococcus pneumoniae) 감염이다. 패혈증 환자는 집중치료실에서 혈압을 감시하면서 저혈압에 대한 관리를 계속해야 한다. 패혈증은 간, 심장, 콩팥 등에 손상을 일으킬 수 있다.
- 호흡부전 - 지역사회획득 폐렴 환자는 호흡곤란을 호소하는 경우가 종종 있다. 양단기도양압 등의 비침습적 기구나 기관내튜브, 인공호흡기 등을 이용할 수 있다.
- 흉막삼출, 농흉 - 폐의 미생물이 흉강에 액체가 고이게 하거나 농흉을 유발할 수 있다. 흉강에 액체가 고인 경우 바늘로 액체 표본을 얻는 흉강천자를 통해 검사할 수 있다. 결과에 따라 감염이 더 퍼지는 것을 막기 위해 흉관삽입술을 통해 액체를 완전히 배출시켜야 할 수 있다. 흉벽을 잘 뚫지 못하는 항생제는 덜 효과적이다.
- 농양 - X선 검사상에서 액체와 세균이 모여서 폐의 텅 빈 공간으로 보이기도 한다. 흡인성 폐렴에서 보통 발생하는 농양은 대부분 혐기성 세균의 혼합물을 포함하고 있다. 항생제로 대개 치료가 가능하나 간혹 수술을 통해 배출시켜야 하는 경우도 있다.

## 원인
여러 가지 미생물이 지역사회획득 폐렴의 원인이 될 수 있으나, 가장 흔한 원인은 폐렴구균(Streptococcus pneumoniae)이다. 신생아, 만성 폐쇄성 폐질환(COPD)과 같은 만성 질환에 걸린 성인, 알코올 의존증 환자, 면역결핍 상태인 사람 등 특정 집단은 헤모필루스 인플루엔자(Haemophilus influenzae)나 주폐포자충(Pneumocystis jirovecii) 등으로 인한 지역사회획득 폐렴 발병 위험이 높다.

## 같이 보기
- 바이러스성 폐렴